# 克里索波利斯
克里索波利斯（葡萄牙語：Crisópolis）是巴西巴伊亚州的一个市镇。总面积505.433平方公里，总人口19317人，人口密度38.2人/平方公里。